# Smrt mouchy
Smrt mouchy je český film režiséra Karla Kachyni z roku 1976. Hlavní postava – nesmělý dospívající chlapec (Luboš Knytl) je vášnivý fotograf a má panický strach z much. Získává své první milostné zkušenosti a prožívá první lásku, ale teprve po tragické nehodě, u které je svědkem, svůj strach a ostych ztrácí a stává se dospělejším.